# Пайн (округ, Міннесота)
Шаблон:StateAbbr_ 46°08′ пн. ш. 92°44′ зх. д. / 46.14° пн. ш. 92.74° зх. д.
Округ  Пайн (англ. Pine County) — округ (графство) у штаті  Міннесота, США. Ідентифікатор округу 27115.

## Історія
Округ утворений 1856 року.

## Демографія
За даними перепису 
2000 року 
загальне населення округу становило 26530 осіб, зокрема міського населення було 2993, а сільського — 23537.
Серед мешканців округу чоловіків було 13822, а жінок — 12708. В окрузі було 9939 домогосподарств, 6918 родин, які мешкали в 15353 будинках.
Середній розмір родини становив 3,02.
Віковий розподіл населення поданий у таблиці:
| Стать    | До 15 років | 15-21 | 22-29 | 30-39 | 40-49 | 50-65 | 65-85 | Понад 85 |
| -------- | ----------- | ----- | ----- | ----- | ----- | ----- | ----- | -------- |
| Чоловіки | 2817        | 1418  | 1212  | 2078  | 2214  | 2240  | 1706  | 137      |
| Жінки    | 2559        | 1226  | 940   | 1736  | 1940  | 2163  | 1815  | 329      |

## Суміжні округи
- Карлтон — північ
- Дуглас, Вісконсин — північний схід
- Бернетт, Вісконсин — схід
- Чисаго — південь
- Ісанті — південний захід
- Канабек — захід
- Ейткін — північний захід

## Виноски
1. ↑  US Decennial Census. US Census Bureau. Архів оригіналу за 26 квітня 2015. Процитовано 24 жовтня 2014.
2. ↑  Historical Census Browser. University of Virginia Library. Архів оригіналу за 11 серпня 2012. Процитовано 24 жовтня 2014.
3. ↑  Population of Counties by Decennial Census: 1900 to 1990. US Census Bureau. Архів оригіналу за 4 серпня 2014. Процитовано 24 жовтня 2014.
4. ↑  Census 2000 PHC-T-4. Ranking Tables for Counties: 1990 and 2000 (PDF). US Census Bureau. Архів оригіналу (PDF) за 18 грудня 2014. Процитовано 24 жовтня 2014.
5. ↑  State & County QuickFacts. Бюро перепису населення США. Архів оригіналу за 7 червня 2011. Процитовано 1 вересня 2013.(англ.) Наведено за англійською вікіпедією.
6. ↑  American FactFinder. Бюро перепису населення США. Архів оригіналу за 26 лютого 2012. Процитовано 31 січня 2008.

| США | Це незавершена стаття з географії США. Ви можете допомогти проєкту, виправивши або дописавши її. |